# Скорнякова, Надежда Сергеевна
Надежда Сергеевна Скорнякова (1924—1995) — геолог, доктор геолого-минералогических наук, лауреат премии имени Губкина АН СССР (1962).
Работала в Институте океанологии имени П. П. Ширшова АН СССР в отделе морской геологии (с 1955) и лаборатории геологии твердых полезных ископаемых океана (с 1981).
Основоположник советского учения о рудных полезных ископаемых дна Мирового океана.
Доктор геолого-минералогических наук, диссертация:
- Океанские железо-марганцевые конкреции : Закономерности распределения и состава : диссертация … доктора геолого-минералогических наук : 04.00.10 / АН СССР. Ин-т океанологии им. П. П. Ширшова. — Москва, 1989. — 69 с. : ил.

Соавтор атласа:
- Текстуры и структуры океанских железо-марганцевых конкреций и корок : [Атлас] / Т. Ю. Успенская, Н. С. Скорнякова; Отв. ред. И. О. Мурдмаа; АН СССР, Ин-т океанологии им. П. П. Ширшова. — М. : Наука, 1991. — 238,[2] с. : ил., карт.; 22 см; ISBN 5-02-003508-4 :

Лауреат премии имени Губкина АН СССР (1962) — как ведущий автор монографии «Геологическое строение подводного склона Каспийского моря».
В её честь назван Гайот Скорняковой (северо-западное звено Магеллановых гор) (16°52′с. ш., 149°53′в. д.), открыт на НИС «Геленджик» Южморгеологией.